# Equèstrat
Equèstrat (grec antic: Ἐχέστρατος, llatí: Echestratus) va ser un rei d'Esparta. Era fill d'Agis I, i el tercer de la línia agíada dels reis espartans.
Durant el seu regnat se suposa que va conquerir el districte de Cinúria, a la frontera entre Esparta i Argos. Era el pare de Labotes, també rei d'Esparta.